# 弗里茨·苏特考
弗里茨·苏特考（荷蘭語：Frits Soetekouw，1938年6月6日—2019年5月3日），荷兰足球运动员。

## 生平
苏特考出生于阿姆斯特丹。他曾在1962年效力于荷兰国家队。
2019年5月3日，苏特考去世，享壽80岁。